# Pequeno
Pequeno, właśc. Ildefonso Rocha Lima (ur. 23 stycznia 1926 w Castro Alves) – brazylijski piłkarz, występujący na pozycji środkowego obrońcy.

## Kariera klubowa
Pequeno występował w klubie Ypiranga Salvador.

## Kariera reprezentacyjna
W reprezentacji Brazylii Pequeno zadebiutował 15 września 1957 w przegranym 0-1 meczu z reprezentacją Chile, którego stawką było Copa Bernardo O’Higgins 1957. Drugi i ostatni raz w reprezentacji wystąpił 18 września 1957 w zremisowanym 1-1 meczu z reprezentacją Chile.